# Monte Macdonald
 El monte Macdonald es un pico de montaña ubicado en las montañas Selkirk de la Columbia Británica, Canadá, inmediatamente al este de Rogers Pass en el Parque Nacional Glacier. Es notable por la ubicación de los túneles Connaught y Mount Macdonald del Canadian Pacific Railway. Con 14,7 km, el túnel del monte Macdonald es el túnel ferroviario más largo del hemisferio occidental.[cita requerida]
El nombre original del pico era Monte Carroll (por un miembro del equipo de ingeniería de CPR bajo la dirección de AB Rogers), pero fue renombrado para honrar al primer Primer Ministro de Canadá, Sir John A. Macdonald por una Orden del Consejo Privado en el Consejo # 551 el 4 de abril de 1887.

## Enlaces externos

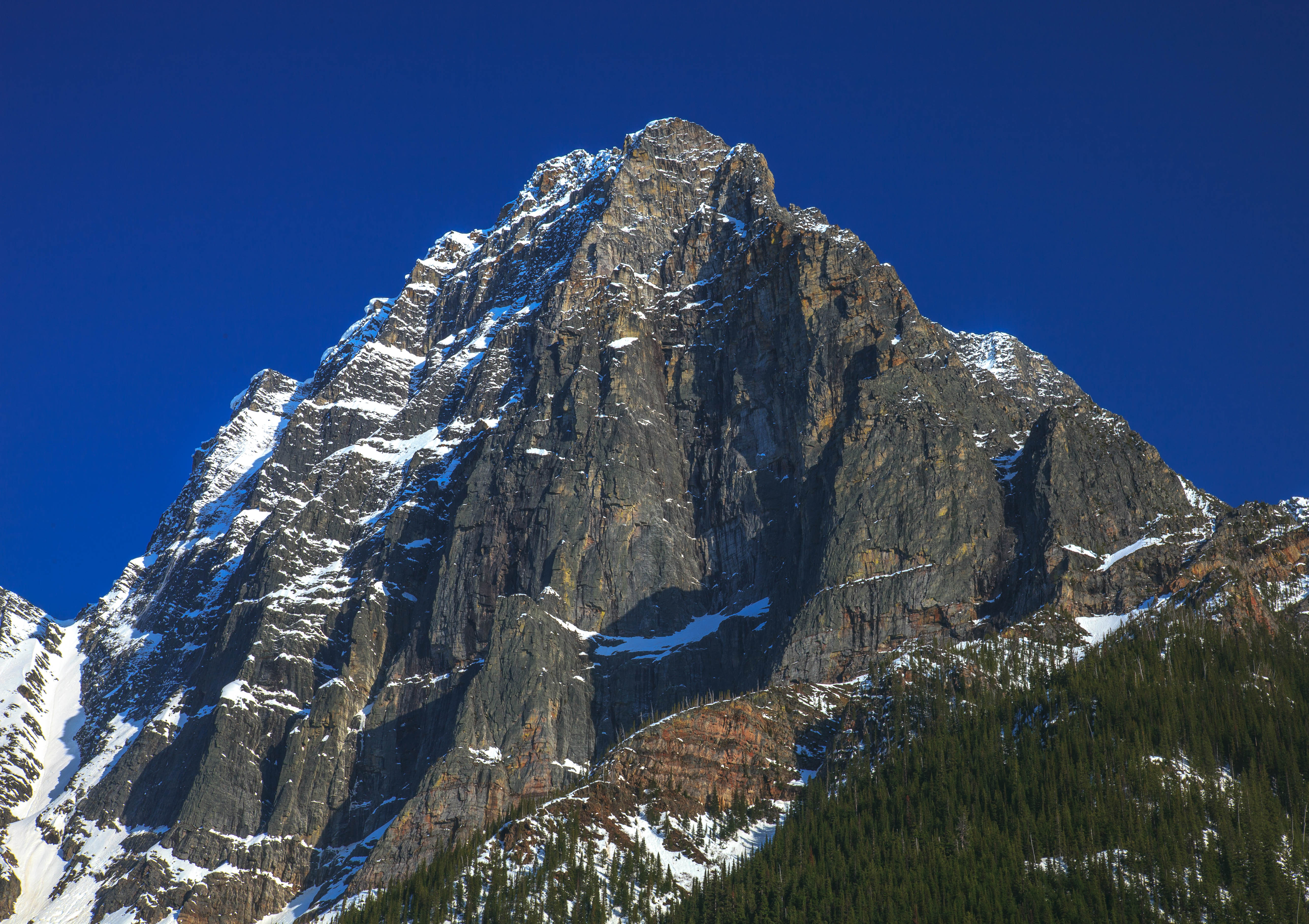
Cara norte del monte Macdonald

## Clima
Según la clasificación climática de Köppen, esta montaña se encuentra en una zona de clima subártico, con inviernos fríos y nevados y veranos suaves. Las temperaturas pueden caer por debajo de -20 °C con factores de enfriamiento del viento por debajo de -30 °C. La escorrentía de las precipitaciones de la montaña desemboca en los afluentes del río Beaver . 